# Axelfors
Axelfors is een plaats in de gemeente Svenljunga in het landschap Västergötland en de provincie Västra Götalands län in Zweden. De plaats heeft 54 inwoners (2005) en een oppervlakte van 13 hectare. De plaats wordt grotendeels omringd door bos. Net ten oosten van Axelfors loopt de rivier de Ätran. De bebouwing in de plaats bestaat vooral uit vrijstaande huizen.